# Dreißig Sekunden über Tokio
Dreißig Sekunden über Tokio (Originaltitel: Thirty Seconds Over Tokyo) ist ein US-amerikanischer Spielfilm (Kriegsfilm), den Regisseur Mervyn LeRoy im Jahre 1944 für MGM inszeniert hat. Der Film schildert den als „Doolittle Raid“ bekannt gewordenen Überraschungsangriff der US-amerikanischen Luftstreitkräfte auf Tokio und basiert auf einem Erlebnisbericht von Ted W. Lawson.

## Handlung
Schauplatz der Handlung ist zunächst die Eglin Air Force Base in Florida, die Zeit die Gegenwart. Nach dem japanischen Angriff auf Pearl Harbor entwickelt Lt. Col. James H. Doolittle den Plan zu einem Überraschungsangriff der United States Army Air Forces auf eine Anzahl japanischer Städte. Für diesen gefährlichen Angriff, der mit 24 Bombern vom Typ B-25 geflogen werden soll, werden freiwillige Besatzungen gefunden.
Die weitere Handlung des Films wird aus der Besatzung eines dieser Flugzeuge geschildert: Ted Lawson, David Thatcher, Dean Davenport, Charles McClure und Bob Clever. Der Pilot, Ted, ist seit wenigen Monaten mit Ellen verheiratet. Die beiden haben sich innig lieb und zelebrieren ihre Gefühle immer wieder mit dem folgenden Dialog:
Ted: Tell me, Honey, how come you're so cute?

Ellen: I had to be if I was going to get such a good-looking fella.
deutsch:
Ted: Sag mir, Süße, wie kommt’s dass du so niedlich bist?
Ellen: Das musste ich sein, wenn ich einen so gutaussehenden Burschen bekommen wollte.
Dass Ellen ein Kind erwartet, kann sie Ted erst mitteilen, nachdem dieser sich für die gefährliche Mission bereits verpflichtet hat. Ihre Sorgen, dass Ted ums Leben kommen könnte, behält sie tapfer für sich.
Da die Operation strengster Geheimhaltung unterliegt, erfahren Ted und seine Kameraden zunächst nicht, wo sie eingesetzt werden sollen. Nach einer Feier mit ihren Frauen erhalten die Flieger ihren Marschbefehl und fliegen zum Naval Air Station Alameda in Kalifornien, wo ihre Maschinen auf einen Flugzeugträger der United States Navy verladen werden. Doolittle erscheint und berichtet den Männern persönlich die Einzelheiten der bevorstehenden Militäroperation. Der Gedanke, eine der am dichtesten besiedelten Städte der Welt zu bombardieren, macht Ted zunächst Unbehagen, das er schließlich jedoch überwindet, weil er hofft, dadurch japanischen Angriffen auf amerikanische Städte vorzubeugen.
Mit fünf Mann an Bord startet die Maschine und wirft über Tokio bestimmungsgemäß ihre Bombenladung ab. Aufgrund der schlechten Sichtverhältnisse gelingt es anschließend jedoch nicht, die auf dem chinesischen Festland vorbereitete Landebahn zu finden. Beim Versuch einer Notlandung am Strand zerschellt die Maschine in den Felsen. Alle Männer überleben – Ted mit einer schweren Beinverletzung – und werden von chinesischen Partisanen geborgen. Ihre gemeinsame Flucht vor den Japanern führt die Fünf in eine amerikanische Missionsstation, wo sich endlich auch ein amerikanischer Arzt einfindet, der nun Teds Bein amputieren muss.
Nach seiner Rückkehr in die Vereinigten Staaten fürchtet Ted, dass Ellen ihn mit seiner Behinderung nicht mehr haben will. Durch Doolittles persönliche Vermittlung findet das Paar aber wieder zueinander.

## Produktion und Rezeption

### Produktionsgeschichte
Die Dreharbeiten fanden in Kalifornien (Chico, Monterey, Oakland) und Florida (Eglin Air Force Base, Fort Walton Beach) statt.
Obwohl Van Johnson bereits zuvor in größeren Rollen aufgetreten war, erhielt er durch seinen Auftritt in Dreißig Sekunden über Tokio erstmals weite Beachtung. Dass die vergleichsweise kleine Rolle des Colonel Doolittle mit Spencer Tracy besetzt werden sollte, war der Wunsch des Regisseurs. Zu einer erneuten Zusammenarbeit zwischen Tracy und LeRoy kam es jedoch erst 1961 bei der Produktion des Films Der Teufel kommt um vier. Mit Van Johnson hatte LeRoy im Jahr zuvor den Film Marie Curie (1943) inszeniert.

### Kinoauswertung
Die Uraufführung fand in den USA im November 1944 statt. Der Film war beim Publikum sehr erfolgreich und spielte dem Verleih 4.471.000 Dollar ein.
Warner Home Video hat 2007 eine DVD-Fassung herausgebracht.

### Kritiken
„Packender Kriegsfilm, der ohne großen künstlerischen Ehrgeiz, mit dokumentarischer Akribie, guter Darstellung und zeitbedingt patriotischem Pathos eine starke Wirkung erzielt.“

### Auszeichnungen
Dreißig Sekunden über Tokio gewann einen Oscar für die besten Spezialeffekte. Die Kameraarbeit wurde ebenfalls für einen Oscar nominiert; diesen Preis gewann schließlich jedoch Joseph LaShelle (Laura).